# 冲切区

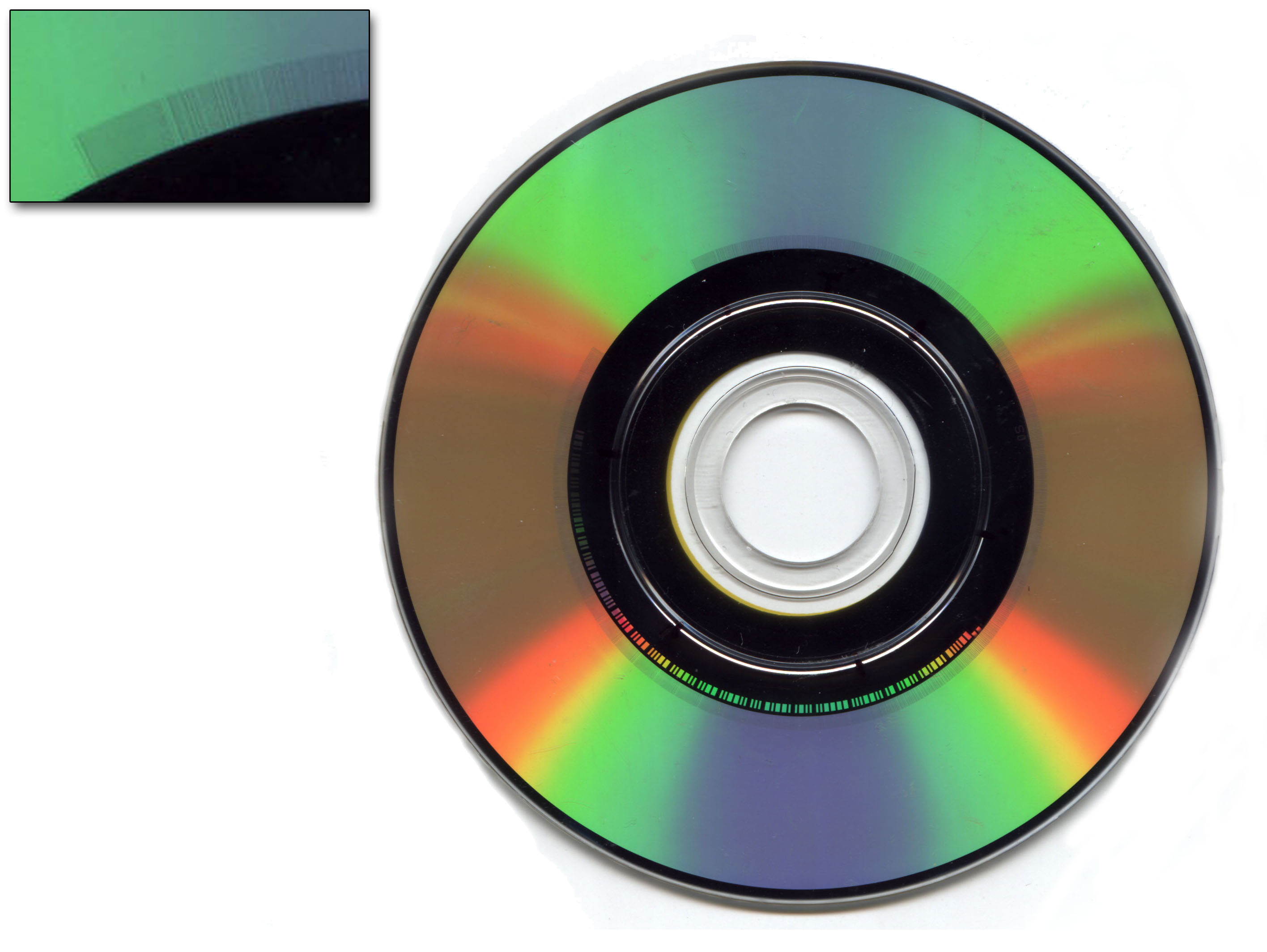
80毫米DVD碟片上的冲切区

冲切区（英語：Burst cutting area）或者窄冲切区（英語：Narrow Burst cutting area）被指带一个在DVD、HD DVD或者蓝光光盘上一个环绕中心附近的圆环结构，这个部分會写入条形码，其中有类似于ID码、制造商信息和序列号之类等附加信息的。这种冲切区可以在母带处理的过程中进行写入，一般使用YAG激光将条形码刻入在已经完成写入的光盘的铝制反射层，而且也有可能给每一个出厂的光盘刻上唯一的条形码。
如果冲切区标记刻在了盘面上，这种痕迹是可以用肉眼看见的，大约在半径22.3±0.4 mm 和23.5±0.5 mm 之间的部位。并且这种条形码不会和国际唱片业协会的预刻录条形码混淆。
储存在冲切区的数据大小在12字节~188字节之间，以每16字节步进。这种数据可以使用与读取正常数据相一致的激光束进行读取，但是需要借助特殊的电路才能解码。DVD播放机没有强制支持读取冲切区数据的要求，不过根据富士山规范（一种工业级的光学驱动指令集）。，DVD-ROM光驱是支持读取的。另外，冲切区不借助特殊的装置是不能被写入到光盘上的，所以这种技术也被用于针对独立验证光盘的防篡改措施。
DivX标准曾使用冲切区来核验任何光盘。CPRM（多媒体资料内容保护）的数据也被用在存储在DVD-RAM或者DVD-R/RW上。任天堂光盘也使用冲切区来进行防拷贝和自制软件游戏的运行。而在蓝光光盘上的冲切区上则会记录上预录媒体序列号（Pre-recorded Media Serial Number，PMSN）。